# Уклети смо, Ирина
Уклети смо, Ирина је југословенски филм из 1973. године. Режирао га је Коле Ангеловски који је написао и сценарио.

## Радња
Отац, син и снаха живе у воденици која се налази у планини. Син одлази у војску, а у воденици остају отац и снаха сами. Заједнички живот оца и снахе у једној просторији, рађа забрањену љубав и страст, када се син врати, настаје драма.

## Улоге
| Глумац                   | Улога  |
| ------------------------ | ------ |
| Велимир Бата Живојиновић | Витан  |
| Неда Арнерић             | Ирина  |
| Мето Јовановски          | Дамјан |
| Ненад Милосављевић       | Мече   |
| Шишман Ангеловски        |        |
| Мите Грозданов           |        |
| Тодорка Кондова          |        |
| Димче Мешковски          |        |
| Томе Моловски            |        |